# Питтипанна
Питтипанна, пюттипанну (швед. pyttipanna, pytt i panna, норв. pyttipanne, фин. pyttipannu) — блюдо домашней шведской кухни, известное также в кухнях других скандинавских стран. Представляет собой смесь из овощей и мясных продуктов. Название блюда в переводе со шведского означает «маленькие кусочки на сковороде». Известно также как biksemad («смешанная еда») и hänt i veckan («с прошлой недели»). Изначально зачастую готовилось из остатков имеющейся дома еды. В настоящее время замороженная питтипанна в различных вариантах продается почти в каждом скандинавском супермаркете. Существуют также вегетарианские и веганские разновидности этого блюда.

## Рецепт
Традиционно питтипанна готовится из картофеля, лука и каких-нибудь мясных продуктов, таких как колбаса, ветчина или фрикадельки. Всё это режется кубиками и обжаривается. Подаётся готовое блюдо с яичницей-глазуньей и соленьями, например, маринованной свёклой, огурцами или каперсами, иногда с кетчупом или коричневым соусом.

## Похожие блюда
- Жаркое из капусты и картофеля